# Dimitrie Leonida
Dimitrie Leonida (23 mai 1883-14 mars 1965) est un ingénieur roumain, spécialisé en énergétique, et professeur d'université.
Ayant constaté le manque de formation technique supérieure en Roumanie, il a fondé une école technique pour remédier à ce problème, ainsi que ce qui est ensuite devenu le Musée technique Dimitrie-Leonida. Il travailla dès 1900 sur le projet d'un métro pour Bucarest.
Une station du métro de Bucarest porte son nom. Il est le frère d'Elisa Leonida Zamfirescu, une des premières femmes ingénieurs européennes et du sculpteur Gheorghe Leonida.